# Parque Nacional Ise-Shima

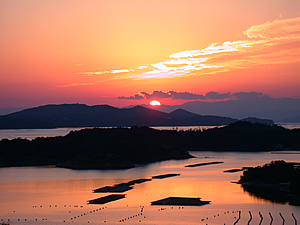
Baía de Ago

O Parque Nacional Ise-Shima(伊勢志摩国立公園|Ise-Shima Kokuritsu Kōen) é um parque nacional localizado na península de Shima, no centro da prefeitura de Mie. Como todos os parques nacionais do Japão, não tem taxas de entrada, horas de abertura ou de fechamento e não há requisitos para entrar ou ficar no parque. Foi criado em 20 de novembro de 1946, sendo assim o primeiro após a Segunda Guerra Mundial. Abrange as cidades de Ise, Toba, Shima e Minamiise e ocupa uma área de aproximadamente 55,544 mil hectares. Normalmente é dividida em duas áreas: o interior, ocupado por uma floresta e a área costeira, notória por um terreno complexo e formações geológicas. Ao longo da costa é possível encontrar plantas como Hibiscus hamabo e Crinum asiaticum e tartarugas-cabeçudas ,no interior é possível encontrar gaivotas de cauda negra e gavotas prateadas.